# داو (برند شکلات)

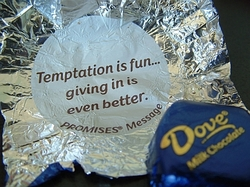
داو (برند شکلات)

داو (انگلیسی: Dove) شرکت صنایع غذایی و برند شکلات‌سازی آمریکایی است، که در سال ۱۹۳۹ تأسیس شد و هم‌اکنون زیرمجموعه‌ای از شرکت مارس اینکورپوریتد می‌باشد.